# 三原市消防本部
三原市消防本部（みはらししょうぼうほんぶ）は、広島県三原市の消防部局（消防本部）。管轄区域は三原市と世羅郡世羅町全域。世羅町は三原市に消防事務を委託している。

## 概要
- 消防本部: 三原市宮浦一丁目22-2
- 管内面積: 749.68km2
- 職員数: 160人
- 消防署3カ所、出張所4カ所

### 主力機械

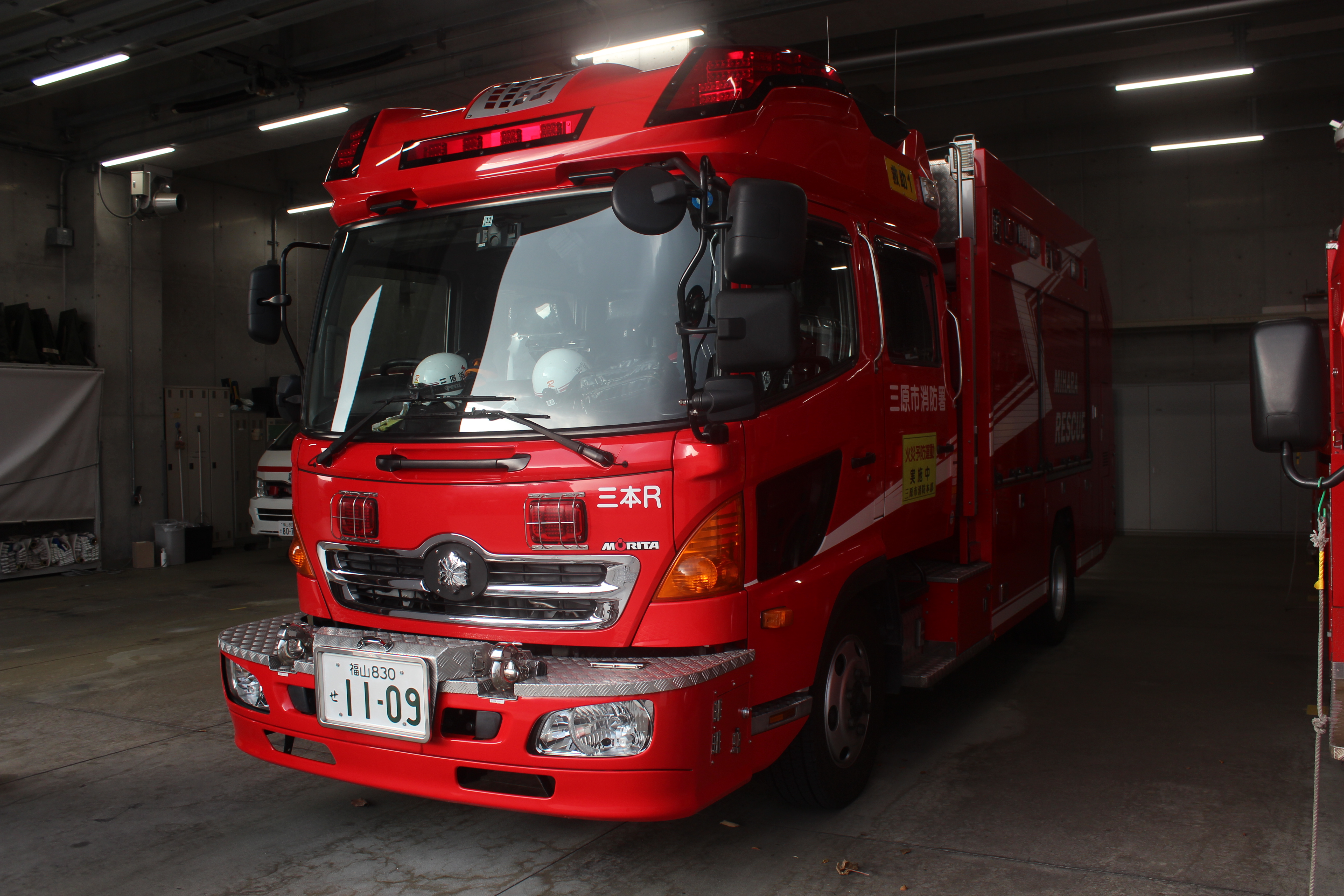
三原消防署の救助工作車

2023年4月1日現在
- 消防ポンプ自動車：9
- 水槽付消防ポンプ自動車：2
- はしご付消防自動車：1
- 救助工作車：1
- 化学消防ポンプ自動車：2
- 小型動力ポンプ積載車：2
- 救急自動車：9
- 指揮車：3
- 連絡車 : 1
- 広報車：3
- 資機材搬送車：2
- 救急艇：1
- その他：3

## 沿革
- 1948年3月 三原市消防本部（署）を設置する。
- 1955年6月 糸崎分署を開設する。
- 1957年8月 本町出張所を開設する。糸崎分署を糸崎出張所に改称する。
- 1965年1月 救急業務を開始する。
- 1980年8月 三原市消防本部（署）が円一町二丁目に新築移転する。
- 1981年8月 豊田郡本郷町の消防事務受託し、西部分署を新築開署
- 1984年3月 糸崎出張所庁舎を建替え落成する。
- 1988年10月 御調郡久井町・世羅郡甲山町・世羅町及び世羅西町の消防事務受託し、北部分署を新築開署する。
- 1992年7月 本町出張所を廃止し本署に統合する。
- 2004年10月 世羅郡甲山町・世羅町及び世羅西町が合併し、新たな世羅町が発足する。
- 2005年3月 三原市・豊田郡本郷町・御調郡久井町及び賀茂郡大和町が合併し、新たな三原市が発足する。大和出張所が開所する。
- 2006年10月 世羅西出張所が開所する。
- 2017年9月 三原市消防本部（署）が宮浦一丁目に新築移転する。
- 2021年4月 三原市消防署が三原消防署に西部分署が三原西部消防署に北部分署が世羅消防署に名称変更される。
- 2023年4月 糸崎出張所を廃止して三原消防署に統合[1]

## 組織
- 本部 - 総務課、予防課、警防課
- 消防署

## 消防署
| 消防署                               | 住所                                                                   | 出張所 |
| ------------------------------------ | ---------------------------------------------------------------------- | --- |
| 三原消防署 世羅消防署 三原西部消防署 | 三原市宮浦一丁目22-2 世羅郡世羅町大字西神崎878-1 三原市下北方一丁目2-1 | 三原消防署糸崎：三原市糸崎七丁目1-27（2023年4月に三原消防署に統合（予定）） 三原消防署久井：三原市久井町坂井原3480 三原西消防署大和：三原市大和町下徳良125-1 世羅消防署世羅西：世羅郡世羅町大字小国3399-1 |